# Flywheel, Shyster & Flywheel
Flywheel, Shyster & Flywheel fu una serie di radiocomiche, trasmessa negli Stati Uniti, con Groucho Marx e Chico Marx.
Nell'autunno del 1932, Groucho Marx e il fratello Chico debuttarono alla radio, su una delle due reti della NBC, in una serie di radiocomiche dal titolo Beagle, Shyster & Beagle, Attorneys at law, sponsorizzate dalla Esso e in onda ogni lunedì sera dalle 19,30 alle 20,00. Per la sceneggiatura furono ingaggiati due giovani scrittori, Nat Perrin e Arthur Sheekman, che già avevano collaborato a un paio di film dei fratelli Marx. Successivamente subentrarono George Oppenheimer e Tom McKnight. Il primo episodio, rigorosamente in diretta come era costume allora, venne trasmesso la sera del 28 novembre 1932. Poco dopo il debutto della trasmissione, arrivarono le proteste di un avvocato newyorkese di nome Beagle, il quale costrinse i produttori a cambiare il titolo della serie che, a partire dal quarto episodio, si chiamò Flywheel, Shyster & Flywheel.
Il tema di alcune puntate della serie, ovviamente senza il contributo delle gag mute di Harpo, era strettamente basato sugli eventi del momento, mentre in altri episodi veniva sperimentato nuovo materiale comico o venivano ripresi vecchi numeri che avevano riscosso particolare successo nei film. I due protagonisti della serie, l'avvocato truffaldino Waldorf T. Flywheel (Groucho) e il suo inetto braccio destro di origine italiana Emmanuel Ravelli (Chico) dettero vita a copioni farseschi, ricchissimi di battute fulminanti e di sketch comici.
Flywheel: "Ho avuto una giornata durissima, in tribunale" - Ravelli: "Cos'è successo, capo?" - Flywheel: "Ho difeso un tale che era accusato da un commerciante di aver emesso cambiali false a trenta giorni" - Ravelli: "E avete vinto la causa?" - Flywheel: "Si è raggiunto un compromesso: il commerciante si è ripreso le cambiali e il mio cliente trenta giorni"»
Dopo ventisei puntate, il 22 maggio 1933, la serie si interruppe per le vacanze estive e non venne più ripresa. I motivi più plausibili potrebbero essere ricondotti all'orario infelice di messa in onda, che non raccoglieva un pubblico di ascoltatori sufficientemente numeroso da giustificare i duemila dollari di stipendio dei Marx, alla concorrenza di altri programmi con più alti indici di ascolto e dall'intenzione di Groucho e Chico di ritornare al cinema. Groucho commentò più tardi con il suo consueto humour: Le vendite del prodotto da noi reclamizzato erano aumentate vertiginosamente. I profitti della società raddoppiarono in breve volgere di tempo, e la Esso si sentiva un po' in colpa per tutti quei soldi. Quindi ci mollò, dopo ventisei puntate. Era l'epoca dei Rimorsi Aziendali, che oggi non ci sono più.
Non esistono registrazioni della serie, ma i copioni di tutti gli episodi (tranne il ventunesimo) furono depositati alla Library of Congress (la biblioteca che tutela i diritti d'autore negli Stati Uniti), dove lo scrittore Michael Barson li ha recuperati dagli archivi e ricomposti per il volume Flywheel, Shyster & Flywheel - The Marx Brother's lost radio show (1988), edito in Italia da Bompiani con il titolo Legali da legare.